# 宣戦布告
宣戦布告（せんせんふこく、英: declaration of war）とは、紛争当事者である国家が相手国に対して戦争行為（hostilities）を開始する意思を表明する宣言である。開戦に関する条約によれば、宣戦布告は戦争行為の開始前に行わなければならない。

## 概要
宣戦布告とは、相手国や中立国に対し、戦争状態に入ることを告知することである。無条件のものを宣戦布告と言い、条件付きのもの（期限までに何々をしなければ戦争を開始するというもの）を最後通牒と言う。「開戦に関する条約」により、宣戦布告（または最後通牒）は戦争行為の開始前に行わなければならない。宣戦布告により、当事国は交戦国となり、それ以外の国は中立国となる。中立国は、陸戦中立条約、海戦中立条約により、参戦しないのであれば、中立を保つ義務（一方の交戦国に便宜を供与しない義務）を負う。
この外交通告の習慣はルネサンス時代に始まったが、1904年の日露戦争が宣戦布告なく始められたこと（2日前にロシアに対して最後通牒していたので問題はないと中立国の中ではされていた）を契機に1907年の万国平和会議で討議され、10月18日に署名された「開戦に関する条約」で初めて国際的なルールとして成文化された。「開戦に関する条約」は、「理由付き宣戦布告もしくは条件付き宣戦布告を付した最後通牒の形式で、事前に明示的な警告を行わなければ敵対行為を開始してはならない」と規定した。この条約で宣戦布告の効力は相手国が受領した時点で発生すると定められた。しかし当時はほとんど尊重されず、第一次世界大戦後に国際連盟が改めて定めた。
宣戦布告が行われない国家間の武力紛争においては、通告を受けない第三国に中立法規の適用はなく、第三国は紛争当事国と平時同様の外交関係を保つことが認められる。国交断絶状態でも戦争と判断されるとは限らない。第一次世界大戦後には高度な武力紛争状態であっても、戦争状態ではないとして戦時国際法の適用を免れようとする事例もしばしば存在した。
「開戦に関する条約」は第三条に総加入条項（条約の非締約国が一国でも参戦すれば、そのときから交戦国たる締約国相互間にも条約が適用されなくなるという趣旨のもの）が規定されており、イタリアはこの条約に署名したものの批准しておらず、第二次世界大戦に関わる各国の宣戦布告状況は非常に複雑なものとなった。第二次エチオピア戦争では正式な宣戦布告は行われなかった。
第二次世界大戦では多くの国家間で宣戦布告が行われたが、この時期に多くの戦線で戦端の口火を切ったナチス・ドイツはほとんどの戦線において正式な宣戦布告なしに開戦を行っている。また大日本帝国も日中戦争（支那事変）では宣戦布告を経ていない。対米英宣戦布告は真珠湾攻撃・マレー作戦開始の後だった。
1945年10月24日に発足した国際連合では、その憲章第2条第3項、第4項において加盟国間での戦争そのものを実質的に禁止すると共に、憲章第51条において武力攻撃を受けた加盟国が個別的自衛権もしくは集団的自衛権を発動した場合の国連安全保障理事会への報告義務を課すことにより加盟国の間での宣戦布告なき戦争を実質的に根絶しようとした。
個別的自衛権、集団的自衛権、いずれを発動した場合も、相手国（組織）への宣戦布告および国連安全保障理事会への報告さえあれば正当な武力行使と内外に認定されるわけでは全くない。国際的には憲章第29条による国際戦犯法廷や国際司法裁判所（ICJ）によって開戦理由の正当性や戦争犯罪人が審判されることとなる（e.g. 旧ユーゴスラビア国際戦犯法廷、ルワンダ国際戦犯法廷、ニカラグア事件）。
なお、その武力行使の正当性について相手国から宣戦布告が行われたためと相手国に責任転嫁しようとする事例が存在する。エチオピア・エリトリア国境紛争では、紛争勃発後の1998年に行われたエチオピア側のエリトリア非難をエリトリア側が「エチオピア側の宣戦布告」であると宣言し、エチオピア領内に侵攻した事例がある。しかし、両国の外交関係は継続しており、エチオピアのエリトリア非難を宣戦布告と認めた国や機関は皆無であった。同様に、2012年の南スーダン・スーダン国境紛争においては、南スーダン共和国大統領サルバ・キール・マヤルディがスーダン共和国（北スーダン）側から宣戦布告が行われたと責任転嫁発言を行った。
また、外交的駆け引きのために相手国の言動を「事実上の宣戦布告」と宣言するような事例もある。例えば、北朝鮮（朝鮮民主主義人民共和国）は、2009年に南朝鮮（大韓民国の北朝鮮での呼称）のPSI全面参加を宣戦布告と見なすと声明を出したほか、2017年9月にもアメリカ合衆国のドナルド・トランプ大統領のツイッターでの発言を、北朝鮮の李容浩外相が宣戦布告であると言及するなど、相手国民を困惑させる「瀬戸際外交」をしばしば展開している。

## 宣戦布告の無実化
1928年に結ばれた不戦条約や第二次世界大戦後の国連憲章において、戦争を開始することそのものが違法化されたことに加え、ハーグ条約やジュネーブ条約などの重要な戦時国際法は当事国の定義にかかわらずあらゆる武力紛争に適用されるとされたこと、ゲリラやテロリストの参加による紛争形態の多様化によって、今日の紛争においては宣戦布告が用いられなくなっていると指摘されている。
実際に、冷戦後も数多くの「戦争」が行われたがそれらのほとんどが、宣戦布告を行わない戦闘行為（武力行使）か、国家対集団あるいは国家内集団の紛争であった。アメリカ合衆国が戦争状態を宣言したのは1942年、ルーマニアに対してのものが最後であり、それ以降は武力行使の承認以外行われていない。イギリスについても1942年にタイ王国に宣戦布告したのが最後であり、2006年貴族院報告書は今後も宣戦布告が行われることはないだろうとしている。
現代においても自衛戦争は合法とされており、自衛権を行使する際には宣戦布告を行う権利もあると解されるが、紛争が武力行使によって生じた場合と国際法上決定的な違いがあるかは明確でない。

## 第二次世界大戦後の宣戦布告による戦争
| 戦争 | 開戦日         | 宣言内容                        | 交戦勢力                                         | 交戦勢力   | 終戦日                                                                                          | 参考 文献     |
| 戦争 | 開戦日         | 宣言内容                        | 宣言側                                           | 相手側     | 終戦日                                                                                          | 参考 文献     |
| --- | -------------- | ------------------------------- | ------------------------------------------------ | ---------- | ----------------------------------------------------------------------------------------------- | ------------- |
| 第一次中東戦争 (1948–49) 第二次中東戦争 (1956) 第三次中東戦争 (1967) 消耗戦争 (1967–70) 第四次中東戦争 (1973) | 1948年5月15日  | 宣戦布告                        | エジプト · ヨルダン · シリア · イラク · レバノン | イスラエル | エジプト: 1979年3月26日 ヨルダン: 1994年10月26日 シリア: 戦争中 イラク: 戦争中 レバノン: 戦争中 | [ 14 ]        |
| オガデン戦争                                                                                                  | 1977年7月13日  | 宣戦布告                        | ソマリア                                         | エチオピア | 1978年3月15日                                                                                   |               |
| ウガンダ・タンザニア戦争                                                                                      | 1978年11月2日  | 宣戦布告                        | タンザニア                                       | ウガンダ   | 1979年6月3日                                                                                    | [ 15 ]        |
| イラン・イラク戦争                                                                                            | 1980年9月22日  | 宣戦布告                        | イラク                                           | イラン     | 1988年7月20日                                                                                   | [ 16 ]        |
| フォークランド紛争                                                                                            | 1982年5月11日  | 宣戦布告 (戦争地帯の存在を宣言) | アルゼンチン                                     | イギリス   | 1982年6月20日                                                                                   | [ 17 ]        |
| パナマ侵攻 | 1989年12月15日 | 戦争状態が存在                  | パナマ                                           | アメリカ   | 1990年1月31日                                                                                   | [ 18 ]        |
| エチオピア・エリトリア国境紛争                                                                                | 1998年5月14日  | 戦争状態が存在                  | エチオピア                                       | エリトリア | 2000年12月12日                                                                                  | [ 19 ]        |
| チャド内戦 (2005年-2010年)                                                                                    | 2005年12月23日 | 戦争状態が存在                  | チャド                                           | スーダン   | 2010年1月15日                                                                                   | [ 20 ]        |
| ジブチ・エリトリア国境紛争                                                                                    | 2008年6月13日  | 戦争状態が存在                  | ジブチ                                           | エリトリア | 2010年6月6日                                                                                    | [ 21 ]        |
| 南オセチア紛争 (2008年)                                                                                       | 2008年8月9日   | 宣戦布告 (戦争状態を宣言)       | ジョージア                                       | ロシア     | 2008年8月16日                                                                                   | [ 22 ]        |
| 南北スーダン国境紛争 (2012年)                                                                                 | 2012年4月11日  | 戦争状態が存在                  | スーダン                                         | 南スーダン | 2012年5月26日                                                                                   | [ 23 ]        |
| シナイ反乱 | 2015年7月1日   | 戦争状態が存在                  | エジプト                                         | ISIL       | 2023年1月25日                                                                                   | [ 24 ]        |
| 2023年パレスチナ・イスラエル戦争                                                                              | 2023年10月7日  | 宣戦布告 (戦争状態を宣言)       | イスラエル                                       | ハマース   | 進行中                                                                                          | [ 25 ] [ 26 ] |

## 日本における宣戦布告
大日本帝国憲法は第13条で「天皇ハ戰ヲ宣シ和ヲ講シ及諸般ノ條約ヲ締結ス」と規定しており、天皇大権の一つであった。
大日本帝国憲法下では4回の戦争（日清戦争での対清宣戦布告、日露戦争での対露宣戦布告、第一次世界大戦での対独宣戦布告、第二次世界大戦での対英米宣戦布告）において宣戦布告が行われた。
日本国憲法第9条2項には「交戦権の否認」が記されており前文を「広く国家が戦争を行う権利」との解釈を採用する場合宣戦布告の通告は違憲となる。

## アメリカにおける宣戦布告
アメリカ合衆国憲法では、第1条8節11項にて宣戦布告権が規定されている。宣戦布告には連邦議会の承認が必要であり、大統領が単独で発することはできない。実際にアメリカ合衆国が正式に宣戦布告を行ったのは憲法制定以後1812年戦争・米墨戦争・米西戦争・第一次世界大戦・第二次世界大戦の5回である。
1960年代に激化したベトナム戦争では、アメリカは宣戦布告が行われないまま軍を投入し続けた。このため、戦争の合法性に関する裁判がいくつも提起されたが、アメリカの連邦最高裁は審理もしないまま却下し続けた。しかし1970年4月1日、マサチューセッツ州議会で「同州の市民は宣戦布告をしない戦争には参加しなくともよい」との趣旨の州法が可決、翌日には発効することとなったため、州当局は州法の発効には連邦最高裁の同意が必要として上告を行った。同年11月9日に開かれた連邦裁小法廷では、判事9人のうち6人が州法の発効に反対する票を投じて否決された。